# Östergötlands Dagblad
Östergötlands Dagblad (ÖD) var en svensk dagstidning. 
Tidningen grundades 1890 i Linköping, flyttade 1895 till Norrköping och slogs 1959 samman med Norrköpings Tidningar (NT). Dess politiska färg var ursprungligen liberal, med blev senare mer högerinriktad.

## Historik

### Grundade
Initiativtagare till ÖD var Carl Ekman, brukspatron i Finspång, som under tullstriden 1887 ville skapa ett frihandelsvänligt organ i Östergötland. Ett tryckeri sattes upp i Linköping och tidningen började utges den 1 december 1890. Från 1 oktober 1895 flyttades verksamheten till Norrköping. Tidningen köptes 1897 av Karl Hammarberg, som blev dess tredje huvudredaktör, och ombildades 1901 till aktiebolag, som nybildades 1905.

### Byte av politisk beteckning
Aktiemajoriteten förvärvades 1916 av Gustaf Gustafsson, som blev tidningens femte chefredaktör. Tidningen omfattade 16 sidor och utkom alla dagar utom söndag. Upplagan var 11 000 exemplar år 1922.
Under rösträttsfrågan bröt tidningen med Liberala partiet och tog ställning för Allmänna valmansförbundet , vilket ledde till en politisk och ekonomisk kris. När denna hade övervunnits, gick tidningen stadigt uppåt. Bland tidningens fasta medarbetare fanns O. Dehn, G. Eriksson, Karl Magnus Lindh, J. Lybäck, H. Nelson, Karl Erik Otterdahl, Valfrid Spångberg och Yngve Svartengren.

### Sammanslagningen

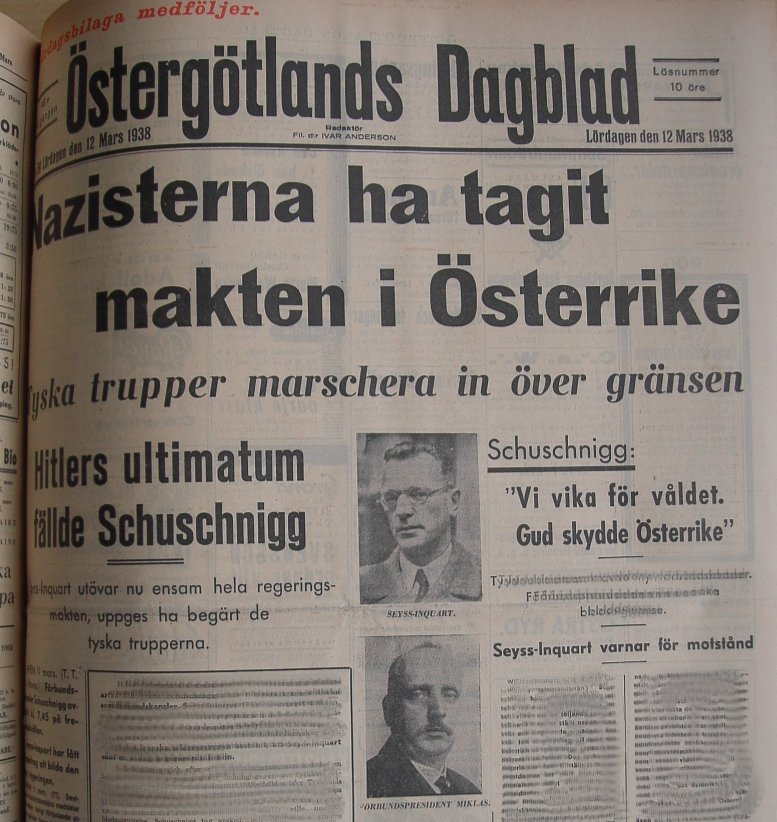
Östergötlands Dagblad lördagen den 12 mars 1938.

I mitten av 1950-talet hade Norrköping två dagstidningar med beteckningen höger; utöver dessa fanns socialdemokratiska Folkbladet. NT publicerades på eftermiddagarna medan ÖD var en morgontidning. Läsekretsen var också annorlunda; NT lästes i Norrköping och östra Östergötlands tätorter medan ÖD lästes främst på landsbygden. Aktiemajoriteten i ÖD hade under 1930-talet övergått till Ivar Anderson, sedan 1917 huvudredaktör för Östgöta Correspondenten i Linköping. Anderson ledde ÖD under hela 1930-talet tills han 1940 blev chefredaktör för Svenska Dagbladet. Han sålde 1941 aktiemajoriteten i ÖD till familjen Ridderstad, ägare till Östgöta Correspondenten. Ett motiv för familjen Ridderstad var de vinster som samarbete mellan ÖD och ÖC skulle kunna ge. Detta samarbete visade sig dock inte vara möjligt. Ett samarbete mellan ÖD och NT började diskuteras i början av 1950-talet mellan ÖD:s verkställande direktör Christer Ridderstad och NT:s verkställande direktör Harald Molander. Diskussionerna ledde till att Östergötlands Dagblad i maj 1956 såldes till Norrköpings Tidningar.
1955 hade Norrköpings Tidningar köpt tryckeriet AB Trycksaker som hade sina lokaler på Risängen utanför centrala Norrköping. Inom några år flyttades tidningstryckeriet dit och i de lediga lokalerna på Hospitalsgatan flyttade Östergötlands Dagblad in. Tidningarna fortsatte att drivas som två olika tidningar. ÖD fortsatte dock att gå med förlust och i december 1958 beslöt styrelsen att de två tidningarna skulle slås samman till en enda morgontidning. Den 1 juni 1959 kom det första numret av den sammanslagna tidningen.

## Chefredaktörer
- Valfrid Södergren (1890–sep 1896)
- Johan Bergman (sep 1896–sep 1897)
- Karl Hammarberg (okt 1897–dec 1913)
- Viktor Millqvist (jan 1914–nov 1916)
- Gustaf Gustafsson (våren 1917–)